# Affrontements de Kodori de 2001
Les affrontements de Kodori de 2001 ont lieu en octobre 2001 dans la vallée de Kodori, en Abkhazie, entre les Géorgiens (qui étaient soutenus par des combattants tchétchène) et les forces abkhazes. La crise a été largement négligée par les médias mondiaux, qui se sont concentrés sur l'attaque simultanée des États-Unis contre l'Afghanistan. Les combats ont fait au moins 40 morts.

## Déroulement
Le 4 octobre 2001, un groupe de combattants tchétchènes et géorgiens dirigés par le commandant Rouslan Guelaïev entre dans la gorge depuis le côté géorgien et attaque le village de Giorgievskoe. Puis, le 8 octobre 2001, un hélicoptère transportant des observateurs des Nations unies est abattu au-dessus de Kodori, faisant neuf morts.

## Conséquences
Le 5 août 2004, Valery Chkhetiani, l'un des combattants géorgiens capturés par les forces abkhazes, est victime d'un accident vasculaire cérébral au cours d'une promenade et est transporté à l'hôpital, où il décède deux jours plus tard, le 7 août. Chkhetiani, résident de Koutaïssi et né en 1973, avait été condamné à une peine de prison de 15 ans.
Le 29 juillet 2006, Mart Laar, ancien Premier ministre d'Estonie puis conseiller du président géorgien, aurait déclaré que le conflit de Kodori avait été organisé par la Russie. Laar a également averti qu'il fallait s'attendre à de futures provocations de la Géorgie par la Russie, mais que la Géorgie s'était préparée à surmonter tous les défis posés par la Russie.
Le 30 avril 2008, la Russie accuse la Géorgie d'avoir massé 1 500 soldats dans la région de Kodori en vue d'envahir l'Abkhazie. La Géorgie maintient que les troupes sont présentes conformément à un accord de 1994 qui autorise la présence de forces de maintien de la paix dans la région, force qui est essentielle au maintien de l'ordre depuis la crise de Kodori en 2001. La Russie répond en déployant des troupes dans la région, aggravant encore les tensions entre la Russie et la Géorgie. Ces forces participeront plus tard à la guerre en 2008.